# 陰山真壽美
陰山真壽美（日语：／ Kageyama Masumi，1月11日—），日本女性配音員、旁白。青二Production所屬。身高157.5cm。B型血。

## 簡歷
京都聖母院女子大學畢業。青二塾大阪校第15期畢業。

## 人物
方言：京都方言、關西方言。
興趣：外出用餐、吉他、華道、唱歌、街舞。特長：做蕎麥麵、阿欽步法。
資格、執照：普通汽車執照（自排車）。

## 演出
粗體字表示主要角色。

### 電視動畫
2001年
- 通靈王 (2001年版)（小孩）
- 帕拉圖之鏈（日语：プラトニックチェーン）（香織、裕二的母親）

2002年
- Kanon（護士）
- 槍之國度（日语：ガンフロンティア (漫画)）（女僕）
- 金肉人II世（女A、舞妓）
- Chobits（便利超商電腦、情侶女性）
- 釣魚迷日記（2002年—2003年，女秘書、女員工、記者、久美子、社員B、小猿）
- 飆悍射將（沙耶香）
- ONE PIECE（2002年—2011年，梅蒂、漢索〈少年時期〉、教師）

2003年
- 原子小金剛 (2003年版)（市谷）
- 空中大師（日语：エアマスター）（女高中生、穗乃香、高粉紅、友人1）
- 鋼之鍊金術師（男孩子、主婦）
- 戰鬥陀螺G（少年A）
- 鼻毛真拳（2003年—2004年，松鼠美、雞子、小雞、女孩子、奇怪生物、母親）

2004年
- 怪傑佐羅力（美容師、卡片居E、勞瓦、辛蒂·克勞馥、女警 等）
- 音速小子X（秘書）

2005年
- 認真地不認真的怪傑佐羅力（辛蒂·克勞馥、巴里加力）

2007年
- 櫻桃小丸子 (第2期)（2007年—2021年，農家大嬸、太太A、小孩、大嬸、小秋 等）

2008年
- 波菲的漫長旅程（大嬸）

2009年
- 你好 安妮 ～Before Green Gables（凱西、女性B）

2010年
- K-ON!! 輕音部（班上同學、老師）

2012年
- 花牌情緣（若宮詩穗的媽媽朋友）

2013年
- 名偵探柯南（店員）

2014年
- 摩登妖怪物語（日语：くつしたがだるだるになっちゃうわけ 〜イマドキ妖怪図鑑〜）（2014年—2015年，搖晃桑、食堂大嬸、甜蜜回憶、Motta Mamma、莫塔媽媽）

2015年
- 英國一家，吃在日本（日语：英国一家、日本を食べる）（撫子）

2018年
- 阿松（飾品店）

2020年
- Asatir 未來的傳說故事（日语：アサティール 未来の昔ばなし）（海莎）

### 電影動畫
- 黃金之法：愛爾康大靈的歷史觀（日语：黄金の法#アニメ映画）（2003年）
- 劇場版 K-ON！輕音部（2011年，班上同學）
- 為何而生 蓮如上人與吉崎炎上（2016年，蓮祐[6]）

### OVA
2002年
- I'll/CKBC（日语：I'll）（女學生）
- 學園都市 Varanoir（日语：学園都市 ヴァラノワール）（諾拉·諾拉、巧可）
- 櫻花大戰 神崎菫 引退紀念（日语：サクラ大戦 神崎すみれ 引退記念 す・み・れ）（觀眾）
- 超時空要塞Zero（女B、小孩）

2004年
- HUNTER×HUNTER G·I Final（亞斯特）
- 土方歲三 白之軌跡（日语：土方歳三 白の軌跡）（遊女）

### 遊戲
2002年
- 學園都市 Varanoir（日语：学園都市 ヴァラノワール）（諾拉·諾拉、巧可、諾倫）
- Milky Season（日语：Milky Season）（野野花沙織）

2003年
- 超真實麻雀 for Mobile（日语：スーパーリアル麻雀#スーパーリアル麻雀 for Mobile）（梢雛子）
- 交響曲傳奇

2004年
- 喜歡就是喜歡 -FIRST LIMIT&TARGET†NIGHTS- Sukisyo！Episode #01+#02
- 喜歡就是喜歡 -RAIN- Sukisyo！Episode #03
- 光明之淚（傑諾瓦）
- 正邪幻想史OO（日语：ブラックマトリクス）（卡迪雅）

2006年
- 戰國無雙2 Empires（新武將〈快活〉）
- 潛龍諜影 掌上行動（研究員）
- 約束之地 里費艾拉（伊莉亞、芙爾）

2007年
- 潛龍諜影 掌上行動加強版（研究員）

2008年
- 人中之龍 登場！

2009年
- 人中之龍3

2010年
- 人中之龍4 傳說的繼承者

2012年
- 新·劍與魔法與學園。刻之學園（日语：新・剣と魔法と学園モノ。刻の学園）（瑪洛[7]）

2014年
- 人中之龍 維新！

2015年
- 人中之龍0 誓約的場所

2016年
- 女神異聞錄5
- 人中之龍6 生命詩篇。

2019年
- 女神異聞錄5 皇家版

### 廣播劇CD
- Milky Season（日语：Milky Season） 成對收藏 Vol.3（野野花沙織）

### 廣播劇
- 花之慶次（2012年，阿富）

### 外語配音

#### 電影
- 絕命終結站2（夏娜·麥克蘭克〈莎拉·卡特〉）※影碟版。
- 絕配冤家（蘿莉）
- 午夜快車（奇）

#### 電視影集
- 超時空奇俠

### 廣播節目
- 的聲酒雍容華貴（2019年—2020年，&CAST!!!（日语：&CAST!!!）、超！A&G+[a]）[8]
- 聲酒談話 by 神酒之尊（日语：神酒ノ尊-ミキノミコト-）（2021年—，超！A&G+）

### 解說
- （旁白）
- 用心製作的家常菜（旁白）
- very very saturday！（日语：ベリーベリーサタデー!） GoGo森三中
- 未知屋主！解決！空屋剋星
- 這就是我住在京都的原因。（NHK-BS）

### 旁白
- 日立 發現世界不可思議的地方！（日语：日立 世界・ふしぎ発見!）

### 其它
- 魔物獵人 遊戲劇場（モン）
- 聲優閒談
- 青山二丁目劇場（日语：青山二丁目劇場）「我才不要當妹妹！」—飾 山岸淑惠
- 你絕對想去參觀！日本「最堅固的城堡」特集（聲音演出）

## 腳註

## 外部連結
- 陰山真壽美｜青二Production （日語）
- （日語）—陰山真壽美的官方個人部落格。
- 陰山真壽美的X（前Twitter） （日語）